# Agrafa
Agrafa (in greco Άγραφα?) è un comune della Grecia situato nella periferia della Grecia Centrale (unità periferica dell'Euritania) di 7 190 abitanti secondo i dati del censimento 2001.
A seguito della riforma amministrativa detta Programma Callicrate in vigore dal gennaio 2011 che ha abolito le prefetture e accorpato numerosi comuni, la superficie del comune è ora di 920 km² e la popolazione è passata da 3 691  a 7 190 abitanti.